# 오스카이엔티
오스카이엔티(Oscar Ent.)는 대한민국의 연예기획사이다.

## 창립자
- 전홍준 (CEO)

## 소속 연예인
- 양수경
- 임정희
- 조이어클락 (데이슨,용현)
- 더러쉬 (제이미,미니,사라)

## 전 소속 연예인
- 변진섭
- 더블케이
- 부가킹즈 (바비킴, 주비트레인, 간디)
- 길학미
- 박강성
- 현미
- 심수봉